# يزيد بن ثعلبة
يزيد بن ثعلبة البلوي أبو عبد الرحمن الأنصاري صحابي، شهد بيعة العقبة الثانية، وغزوة أحد وقال محمد بن جرير الطبري أنه شهد العقبتين.

## نسبه
اسمه هو يَزِيدُ بن ثَعْلَبة بن خَزْمَةَ بن أَصْرَم بن عمرو بن عَمَّاره بن مالك بن بُكير بن القُشَرِ بن تميم بن عَوذ مَنَاةَ بن تاج بن تَيم بن إِرَاشَةَ بن عامر بن عُبَيْلَةَ بن قَسْمِيل بن  فران بن بلي بن عمرو بن الحاف بن قضاعة ، وكنيته أَبو عبد الرحمن، وقيل: أَبو عبد اللّه، وهو أخو بَحَّاث بن ثعلبة.

## سيرته
كان حليفًا لبني عوف بن الخزرج بن ثعلبة، ثم من بني سالم بن عوف، ذهب مع الأنصار المبايعين في العقبة، جعله محمد بن سعد البغدادي في الثمانية الذين لقوا النبي بمكة، وأسلموا، وذكر الطبري أنه شهد العقبة الأولى والثانية، وأجمعوا على شهوده بيعة العقبة الثانية، شهد أُحد، وذكر ابن الأثير أنه شهد غزوة بدر أيضًا.